# Acantholithus hystrix
Acantholithus hystrix är en kräftdjursart som först beskrevs av De Haan 1849.  Acantholithus hystrix ingår i släktet Acantholithus och familjen trollkrabbor. Inga underarter finns listade i Catalogue of Life.